# Arabische Hufeisennase

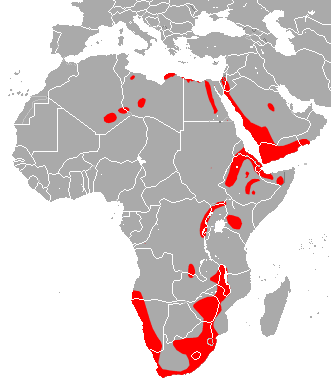
Verbreitungsgebiet der Arabischen Hufeisennase

Die Arabische Hufeisennase oder Geoffroy-Hufeisennase (Rhinolophus clivosus) ist ein mit mehreren disjunkten Population in Afrika, in der Levante und auf der Arabischen Halbinsel verbreitetes Fledertier in der Familie der Hufeisennasen. Sie ist eng mit der Großen Hufeisennase und anderen Gattungsvertretern aus der westlichen Alten Welt verwandt. Das Typusexemplar stammt vom Roten Meer im nordwestlichen Saudi-Arabien.

## Merkmale
Mit einer Gesamtlänge von 72 bis 97 mm, einschließlich eines 25 bis 32 mm langen Schwanzes, mit einem Gewicht von etwa 18 g und mit einer Flügelspannweite von 330 mm ist die Art eine mittelgroße Hufeisennase. Wie bei anderen Gattungsvertretern befindet sich auf der Nase ein Nasenblatt mit einer hufeisenförmigen Grundform. Mit diesem werden die Rufe zur Echoortung ausgerichtet. Auf dem Nasenblatt befinden sich wenige Haare. Das weiche Fell hat überwiegend eine hellgraue Farbe, wobei im Gesicht einige bräunliche Stellen vorkommen. Typisch für den Kopf sind weiterhin kleine Augen und hell graubraune Ohren. Allgemein sind Weibchen etwas größer als Männchen. Der diploide Chromosomensatz besteht aus 58 Chromosomen (2n=58).

## Verbreitung
Die Populationen verteilen sich im nördlichen Afrika von Algerien bis Ägypten, im südlichen und östlichen Afrika von Angola und Südafrika bis nach Äthiopien sowie in Asien von Israel und Jordanien bis Saudi-Arabien, Jemen und Oman. Die meisten Funde stammen aus dem Flachland. Die Arabische Hufeisennase hält sich in unterschiedlichen Landschaften auf, wie Halbwüsten, Savannen, Buschländer und trockene bis halbtrockene Wälder.

## Lebensweise
Die nachtaktiven Individuen ruhen tags in Höhlen, Felsspalten, verlassenen Bergwerken und wenig genutzten Gebäuden. Sie bilden meist kleinere Kolonien mit etwa 200 Mitgliedern, doch ist aus der Provinz Westkap in Südafrika eine Kolonie mit 10.000 Tieren bekannt. Zur Beute zählen vor allem Insekten, wie Bockkäfer, Kurzfühlerschrecken und Echte Motten. Dabei fliegt die Fledermaus oft dicht über dem Boden in 0,6 bis 1,0 Meter Höhe.
Die Frequenz der Rufe zur Echoortung variiert je nach Region. In Südafrika liegt sie bei 84 bis 92 kHz, in Jordanien bei 72 bis 85 kHz und in Mosambik bei etwa 80 kHz.
In Regionen mit kühleren Jahreszeiten hält die Arabische Hufeisennase Winterschlaf. Im Sommer zuvor legt sie ausreichend Fettreserven an. Während der Ruhe kann sich der Puls auf zwei Schlag pro Minute verringern. Die Fortpflanzung ist vorwiegend aus Südafrika bekannt, wo die Paarung im Mai stattfindet. Danach wird der männliche Samen bis August im weiblichen Fortpflanzungstrakt verwahrt. Die Geburt des einzelnen Nachkommen findet im Dezember (Südsommer) statt.

## Gefährdung
Regionale Populationen werden durch Störungen am Ruheplatz oder durch Insektenbekämpfungsmittel beeinträchtigt. Der gesamte Bestand wird als groß eingeschätzt. Die IUCN listet die Art als nicht gefährdet (least concern).